# Axel Jansson
Carl Axel Jansson (Estocolm, 24 d'abril de 1882 – Estocolm, 22 de setembre de 1909) va ser un tirador suec que va competir a començaments del segle xx.
El 1908 va prendre part en els Jocs Olímpics de Londres, on va disputar tres proves del programa de tir. Va guanyar una medalla de plata en la prova de rifle lliure 300 metres, 3 posicions per equips, mentre en la de rifle militar per equips fou cinquè i en la de rifle lliure, 300 metres tres posicions individual setè.